# Любавін Володимир Вікторович
Володи́мир Ві́кторович Люба́він — підполковник Збройних сил України. Лицар ордена Богдана Хмельницького всіх ступенів.
Восени 2013 року майор Любавін керував навчаннями резервістів на базі 80-го окремого аеромобільного полку.

## Нагороди
- орден Богдана Хмельницького I ступеня (2022) — за особисту мужність і самовіддані дії, виявлені у захисті державного суверенітету та територіальної цілісності України, вірність військовій присязі.
- орден Богдана Хмельницького II ступеня (2022) — за особисту мужність і самовіддані дії, виявлені у захисті державного суверенітету та територіальної цілісності України, вірність військовій присязі.
- орден Богдана Хмельницького III ступеня (2015) — за особисту мужність і високий професіоналізм, виявлені у захисті державного суверенітету та територіальної цілісності України, вірність військовій присязі.